# Leproloma
Leproloma är ett släkte av lavar. Leproloma ingår i familjen Stereocaulaceae, ordningen Lecanorales, klassen Lecanoromycetes, divisionen sporsäcksvampar och riket svampar.
| Leproloma | \| \| Leproloma vouauxii \| \| \| \| |
|           | \| \| Leproloma vouauxii \| \| \| \| |
|           | Lepraria                             |
|           |                                      |
|           | Hertelidea                           |
|           |                                      |
|           | Stereocaulon                         |
|           |                                      |
|           | Squamarina                           |
|           |                                      |
|           | Leproloma vouauxii                   |
|           |                                      |

|  | Leproloma vouauxii |
|  |                    |